# حي الجديد
حي الجديد هو حي سكني موجود في منزل بورقيبة ، بنزرت في تونس ويعد هذا الحي من أهم احياء المدينة.